# Enochrus melanocephalus
Enochrus melanocephalus är en skalbaggsart som först beskrevs av Olivier 1792.  Enochrus melanocephalus ingår i släktet Enochrus och familjen palpbaggar. Arten är reproducerande i Sverige. Inga underarter finns listade i Catalogue of Life.